# Uncisudis longirostra
Uncisudis longirostra är en fiskart som beskrevs av Maul, 1956. Uncisudis longirostra ingår i släktet Uncisudis och familjen laxtobisfiskar. Inga underarter finns listade i Catalogue of Life.